# Мироненко, Денис
Денис Мироненко (укр. Денис Мироненко) (1878—1917, или 1880—1918 по некоторым источникам) — русский украинский певец (баритон) и драматический актёр на характерных ролях в бытовом репертуаре. Известный по выступлениям в Театре Николая Садовского (с 1910 года).

## Биография
Денис Мироненко окончил Музыкально-драматическую школу Николая Лысенко (курс Н. В. Зотовой).
Артистическую деятельность начал в провинциальных и любительских труппах. Позже выступал в труппе Трофима Колесниченко (с 1908 года), где критики неизменно положительно отзывались о таланте молодого певца.
В частности, выдающийся композитор Кирилл Стеценко от рецензии к рецензии одобрительно отзывался о молодом Дениса Мироненко во времена его работы в труппе Т. Колесниченко. В рецензии на постановку оперы Н. Аркаса «Катерина», опубликованной в газете «Совет» 1 сентября 1909 года, он отмечал, что Денис имеет голос «достаточно широкого диапазона и крепок относительно нюансов. Поет Д. Мироненко с чистой интонацией и с чувством... Сценическая сторона партии у него тоже в хорошем положении: заметна обдуманность и знания сцены. В драматических подъемах находились в Д. Мироненко хороший голос и искренняя интерпретация». А в опубликованном 13 сентября 1909 года в той же газете рецензии на спектакли «Лымеровна» и «По ревизии» он подал такое резюме: «У нас за знаменитостями как-то талантов не замечают: Д. Мироненко, по-нашему, талантливый, умный, и главное, трудолюбивый артист, по шаблону не играет, а каждый раз вкладывает в свои роли много нового, хорошо осмысленного».
С 1910 года — в Театре Николая Садовского. О его работе в Садовского Василий Василько вспоминал следующее: 

 
Яркий характерный актер и певец (баритон приятного тембра). Лучше всего играл бытовые роли... В певческом репертуаре создал интересные образы...

Жизнь молодого артиста трагически оборвалась в бурные годы гражданской войны. По информации журнала «Днепр» Дениса Мироненко «захватили для развлечения, заставили петь, пел украинских песен, что-то не понравилось, вывели на „вольный воздух“ и застрелили. Очень просто... Могила на Новобайковом кладбище, на террасе, где и могила артистки Л. Линицкой, искать от могилы Линицкой в направлении могилы Николая Гринченко, надгробие — гранитный ствол, наверху крест, на постаменте высечены надпись:

Жизнь молодого струна оборвалась и песня желание недопетая осталась… Артист Д. М. Мироненко 1917Оригинальный текст (укр.)Життя молодого струна обірвалась і пісня бажання недоспівана зосталась… Артист Д. М. Мироненко 1917